# 措伊齊爾湖
46°21′3″N 7°25′50″E / 46.35083°N 7.43056°E

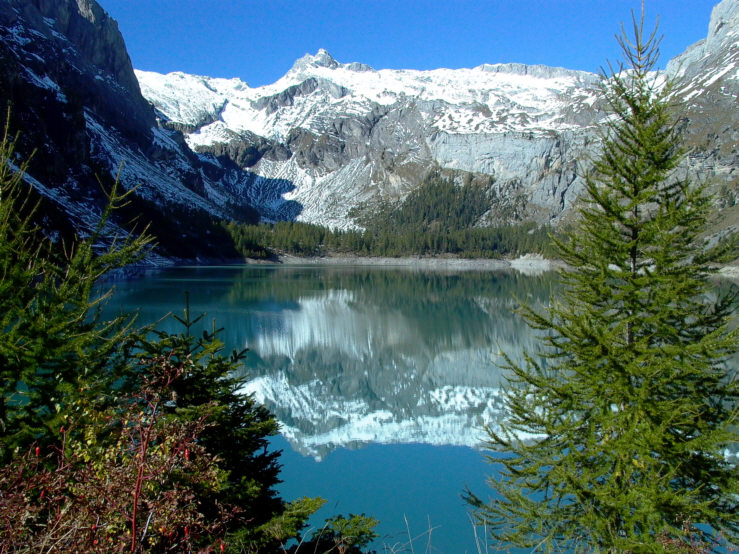

措伊齊爾湖（Lac de Tseuzier），是瑞士的人工湖泊，位於該國西南部，由瓦萊州負責管轄，面積0.9平方公里，海拔高度1,777米，最大水深140米，水體容量5,100萬立方米。